# Leimea Leten
Leimea Leten (deutsch „Ober-Leimea“; Leimiea Leten, Lemian, Lemia) ist ein osttimoresischer Suco im Verwaltungsamt Atsabe (Gemeinde Ermera).

## Geographie
Der Suco liegt im Norden des Verwaltungsamts Atsabe. Südlich liegen die Sucos Laubono, Tiarlelo, Malabe, Baboi Craic und Baboi Leten. Im Nordwesten grenzt Leimea Leten an das Verwaltungsamt Hatulia mit seinen Sucos Leimea-Craic und Leimea-Sarinbalo und im Nordosten an das Verwaltungsamt Letefoho mit seinen Sucos Catraileten und Lauana. Die Grenze zu Leimea-Sorinbalo bildet der Fluss Ladibau. Die Südgrenze folgt der Magapu, in den auch der in Leimea Leten entspringende Leteu mündet. Der Magapu endet in den Baluani, dem Grenzfluss zu Laubono, der wiederum im Ladiban endet, der im Grenzgebiet zu Leimea-Craic entspringt. Alle Flüsse gehören zum System des Lóis. Bei der Gebietsreform 2015 wurden keine nennenswerten Änderungen im Grenzverlauf von Leimea Leten durchgeführt. Vor der Reform hatte man für Leimea Leten eine Fläche von 20,02 km² ermittelt. Danach mass man 19,83 km².
Im Osten von Leimea Leten liegen die Dörfer Olacata (Olekata), Buibaro (Bibaro), Ahigara (Ahegura, Ahegara), Galaimata und Leulara, im Süden Biabuti (Biaboti), im Westen Raebou (Raibo) und Realia und im Zentrum Orbeto, Ramiah und Porema. In Orbeto befindet sich eine Grundschule, die Escola Primaria No. 787 Leimea Leten.
Im Suco befinden sich die acht Aldeias Ahigara, Biabuti, Buibaro, Leulara, Olacata, Orbeto, Raebou und Raelia.

## Einwohner

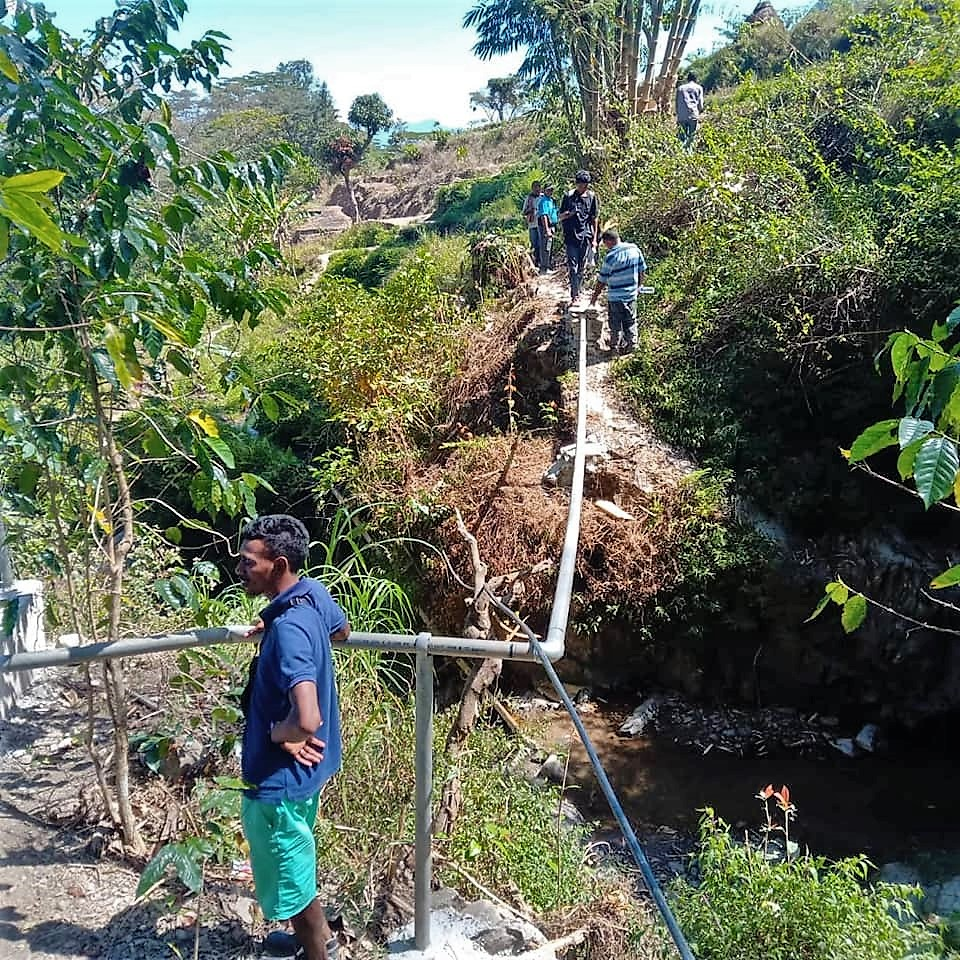
Bau einer Wasserleitung in Biabuti (2020)

Im Suco leben 2.752 Einwohner (2022), davon sind 1.400 Männer und 1.352 Frauen. Im Suco gibt es 446 Haushalte. Fast 84 % der Einwohner geben Kemak als ihre Muttersprache an. Über 11 % sprechen Mambai, Minderheiten Tetum Prasa oder Bunak.

## Geschichte
Atsabe war bereits vor der Kolonialzeit eines der Zentren Timors. Herrscher war der Koronel bote (Tetum: Liurai) der Atsabe-Kemak. Atsabe dominierte die gesamten von Kemak bewohnten Gebiete in Osttimor. Das betraf neben der Region von Atsabe Gebiete im Norden des heutigen Bobonaro, im nördlichen Ainaro und im Gebiet von Suai. Laclo und Leimea werden in mündlichen Überlieferungen als Ursprung der Kemak bezeichnet, allerdings wurde das kulturelle und politische Zentrum später Tiarlelo, da dort der Koronel bote lebte. Die Koronel bote dieser Familie werden aber in einigen mündlichen Überlieferungen als Usurpatoren bezeichnet, welche die Herrschaft von Laclo und Leimea übernahmen.

## Politik
Bei den Wahlen von 2004/2005 wurde José Gomes zum Chefe de Suco gewählt. Bei den Wahlen 2009 gewann José de Aráujo. und wurde 2016 in seinem Amt bestätigt.